# 風間ゆみえ
風間 ゆみえ（かざま ゆみえ、1971年10月13日 - ）は、日本のファッションスタイリスト、ライフスタイルディレクター。植物療法士であり、ウェルネスコミュニティ「ROOMYS」を主宰している。
東京都出身　

## 来歴・人物
埼玉県越谷市の中学校を卒業している。
もともと役者を目指していたが、常連だったセレクトショップで働き始め、20歳のときにスタイリストへの道を歩み始めた。
『ViVi』（講談社）、『sweet』（宝島社）、『GLAMOROUS』（講談社）など、多数の人気女性ファッション誌で活躍する傍ら、ブランドのディレクションなども手掛け、独自のファッションセンスでタレントやモデルからも支持が絶えない人気スタイリスト。”大人かわいい”ブームの火付け役である。2009年11月18日に自身初の著書『LIKE A PRETTY WOMAN』を出版。また、梨花をイメージモデルにした「31 Sons de mode (トランテアン　ソン　ドゥ　モード)」というブランドを手掛けている。2011年10月10日に結婚した。

## 交友関係
- 梨花：雑誌で風間のスタイリングを見た梨花のラブコールにより一緒に仕事をするようになる。
- 伴都美子（Do As Infinity） ：Do As Infinityのスタイリストを務めたことも。プライベートでも仲が良く、『週末のシンデレラ 世界!弾丸トラベラー』(日本テレビ)にも2人で出演した。

## 書籍
- LIKE A PRETTY WOMAN（2009年11月18日、スタイライフ）ISBN 978-4990391836
- GLAMOROUS HAWAII WITH YUMIE KAZAMA(講談社MOOK)（2010年11月19日、講談社）ISBN 978-4063794885
- Lady in Red (扶桑社)

## 雑誌
- 風間ゆみえスタイルブック 2011年4月号（2011年3月11日、スタイライフ）